# マカルスカ
マカルスカ（クロアチア語:Makarska、イタリア語:Macarsca）は、クロアチア南部に位置するアドリア海に面した町（grad）、およびそれを中心とした自治体であり、スプリトから南に60キロメートル、ドゥブロヴニクから北西に140キロメートルに位置する。行政区分としてのマカルスカは町（grad）であり、スプリト＝ダルマチア郡の一部である。

## 概要

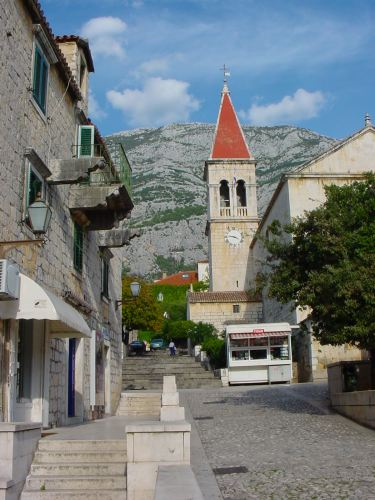
マカルスカの路地

町はビオコヴォ山脈（Biokovo）とアドリア海に挟まれた、馬蹄型の入り江に広がっており、有力な観光地となっている。数キロメートル沖合いのブラチ島のスマルティン（Sumartin）との間にはフェリーが運航されている。ヤシの木が並ぶ海辺の散歩道には、しゃれたカフェやバー、ブティックが立ち並び、数多くの観光用の船が係留されている。
マカルスカの中心を成す旧市街は石畳の細い路地が入り組んでおり、教会前の中心広場には花や果物の市場があり、フランシスコ会の修道院には巨大なハマグリの貝殻をはじめとする貝殻のコレクションがあり、貝類学博物館として公開されている。これとは別にマカルスカ博物館も有する。
町はマカルスカ海岸（Makarsko primorje）の中心を占めている。海岸はブレラ（Brela） からグラダツ（Gradac）にかけて60キロメートルにわたって広がっている。夏季になるとクロアチア国内のほか、ドイツ、オーストリア、チェコ、スロバキア、スウェーデン、スロベニア、ハンガリー、ボスニア・ヘルツェゴビナをはじめ、各国から観光客が集まってくる。

## 歴史
マカルスカの地域には古代イリュリア人が居住していた。町はTabula Peutingerianaにイナロニア（Inaronia）として記されているが、533年にサロナで開かれた教会会議ではムックルム（Muccurum）と呼ばれており、この時にこの町を中心とする教区が設置された。7世紀にツェティナ川（Cetina）からネレトヴァ川までの領域はスラヴ人に占領され、彼らはネレトヴァ公国（Neretva Principality）を建国し、この町をモクロ（Mokro）と呼んで公国の首都とした。
スラヴ人による海賊行為に対する報復のためにこの地に襲来したヴェネツィアのドージェ（総督）、ピエトロ・カンディアーノ1世は、877年9月18日にこの地で敗北し、死去した。
公国は12世紀にクロアチア王国の一部となり、1世紀後にはヴェネツィア共和国に征服された。15世紀にはオスマン帝国がこの町を占領し（1502年に初めてマカルスカの名で呼ばれるようになった）、3本の塔を持った城壁が町の周りに築かれた。1646年に再びヴェネツィア共和国が支配下に収めたものの、1797年のカンポ・フォルミオ条約によってオーストリア帝国に引き渡された。1805年から1815年までフランス帝国の占領下となり、この時代に経済的・社会的・文化的な発展がもたらされた。ウィーン条約によって再びオーストリア領に復し、1918年までオーストリアの支配下であった。
20世紀初頭には農業、交易、漁業が経済の根幹であった。1914年に初のホテルが建ち、観光地としての発展が始まった。第二次世界大戦の時代、マカルスカはクロアチア独立国の領域となった。町はクロアチア独立国海軍の港となり、中央アドリア海司令部の拠点となったが、後に司令部はスプリトに移された。2007年時点でも、戦争の犠牲者の発掘作業が続いている。

## 見どころ

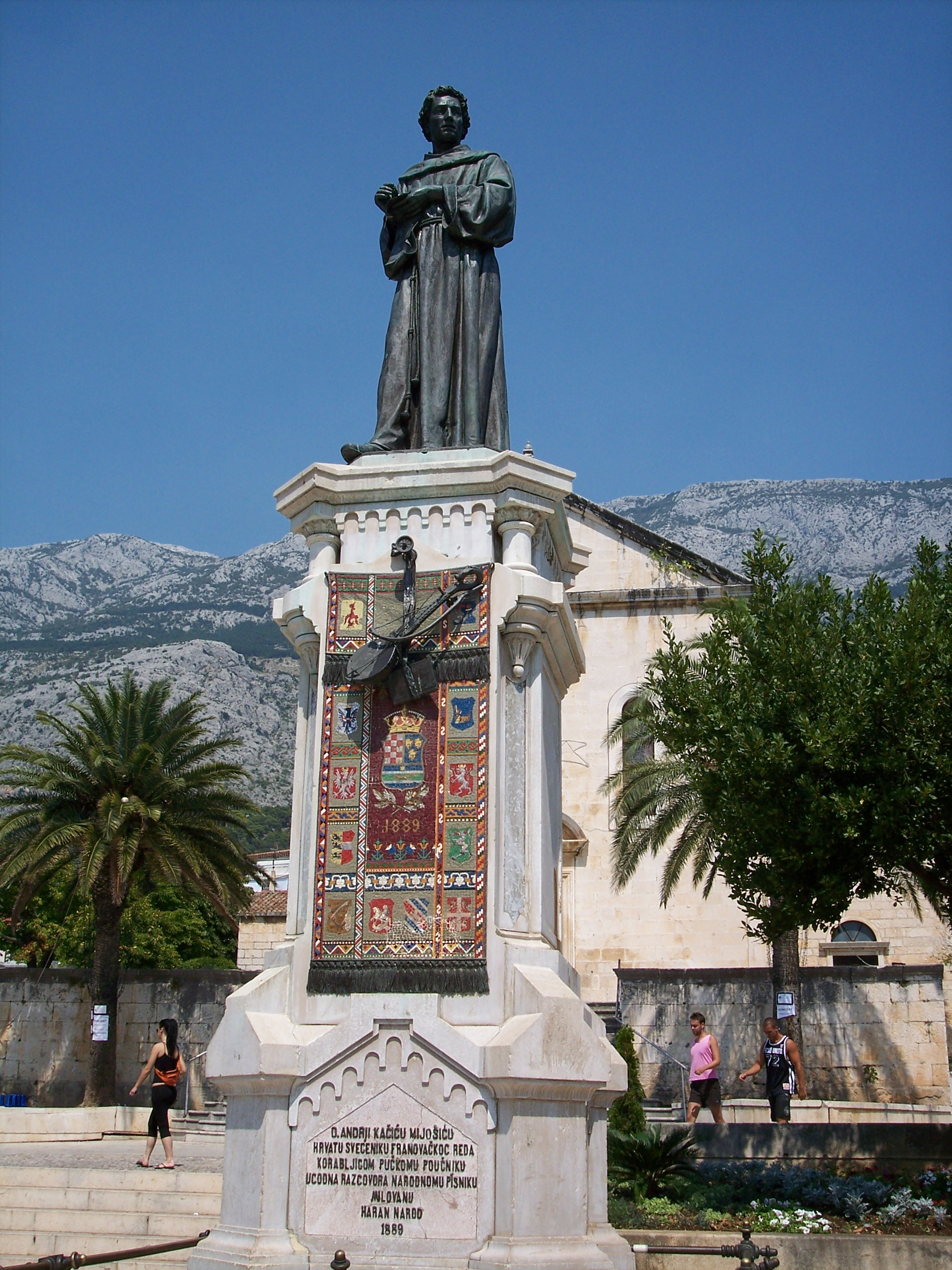
アンドリヤ・カチッチ・ミオシッチ Andrija Kačić Miošić の像

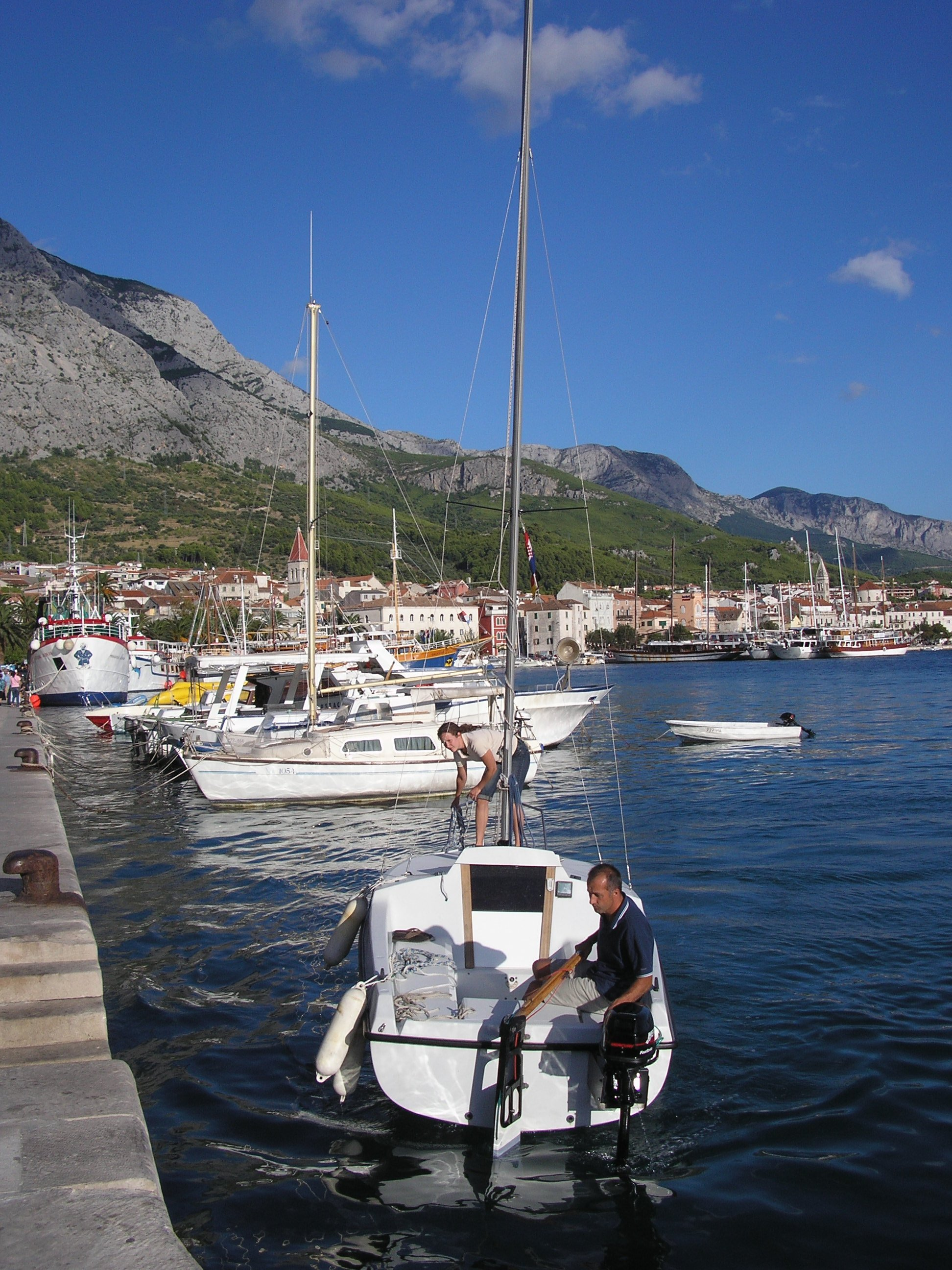
係留場

- 聖マルコ聖堂（17世紀） - 中心広場前にある。
- 修道士アンドリヤ・カチッチ・ミオシッチ（Andrija Kačić Miošić）の像 - クロアチアの著名な彫刻家であるイヴァン・レンディッチ（Ivan Rendić）の作品。
- 聖フィリポ聖堂（18世紀）
- 聖ペテロ聖堂（13世紀、1993年再建） - スヴェティ・ペタル岬（Sveti Petar）に立地する。
- 聖フランシスコ会修道院（16世紀） - 数多くの写本、原本を収蔵している。また、1963年に開設された貝類学博物館には世界から集められた貝殻のコレクションを有している。
- ナポレオンの記念碑 - フランス人のオーギュスト・マルモンによって1808年に立てられた。
- バロック建築・イヴァニシェヴィッチ邸
- ヴィッラ・トノッリ - 町の博物館となっている。
- ビオコヴォ自然公園 - 様々なハイキングコースがある。

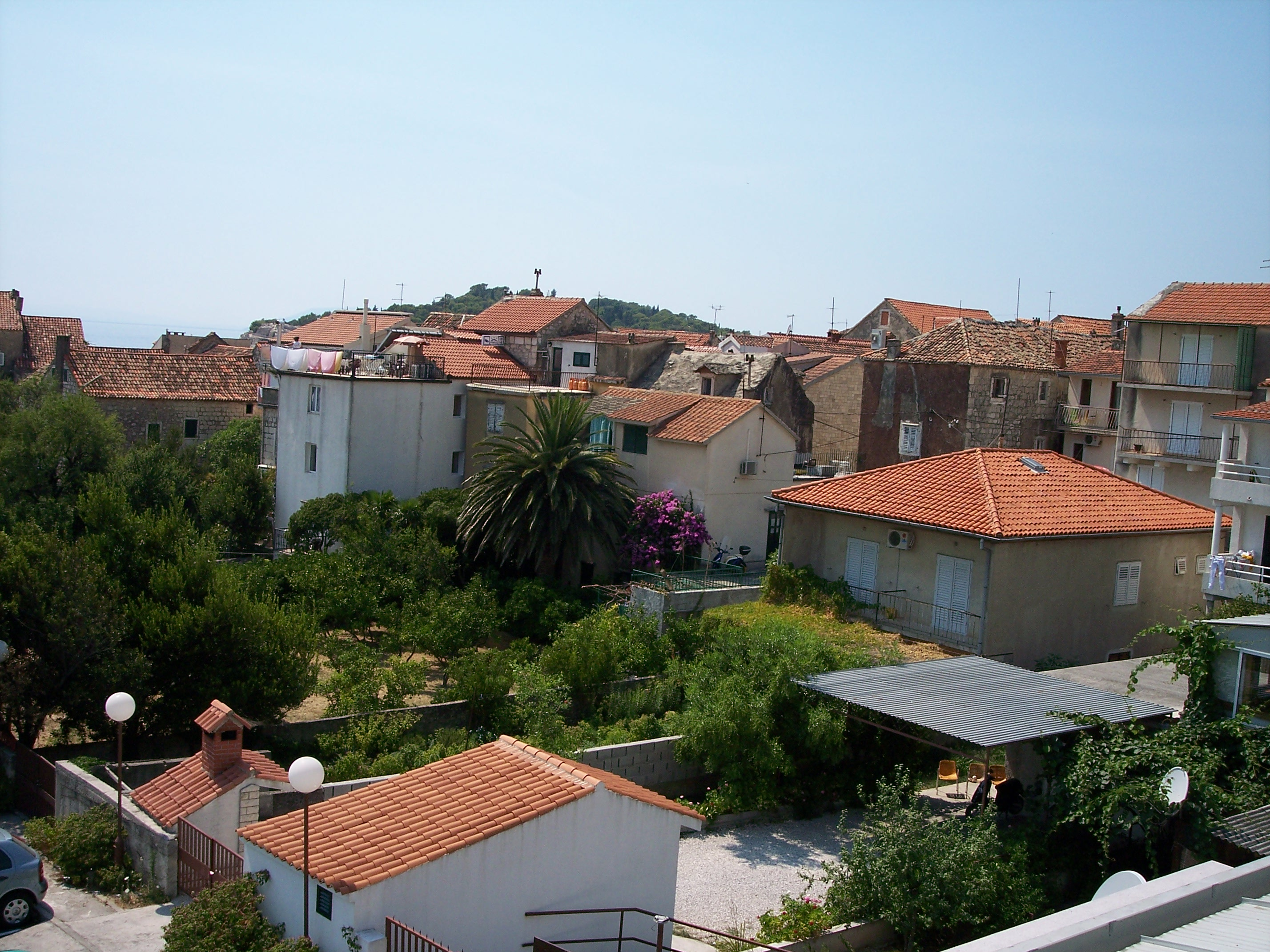
町の様子
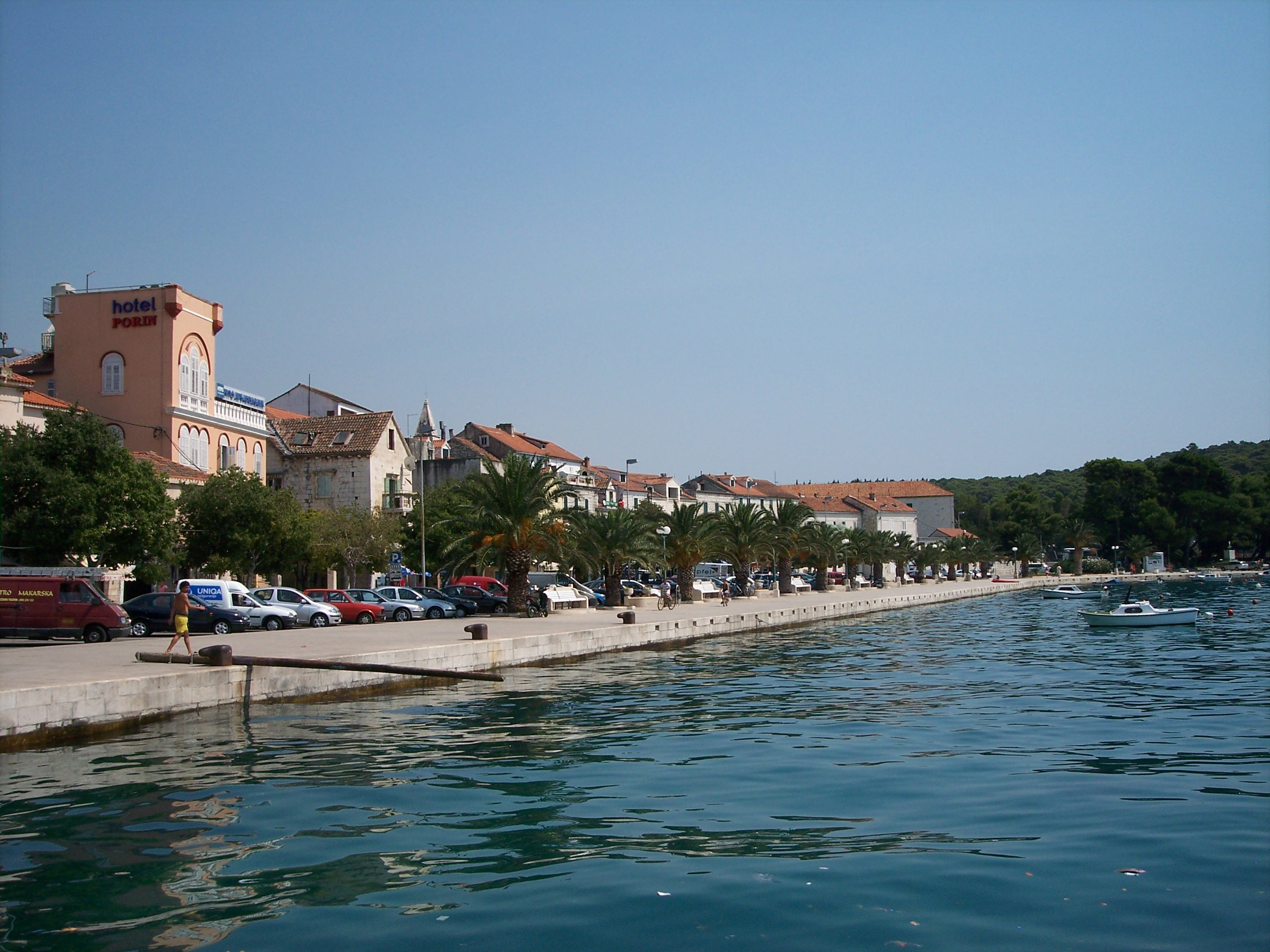
海辺の散歩道
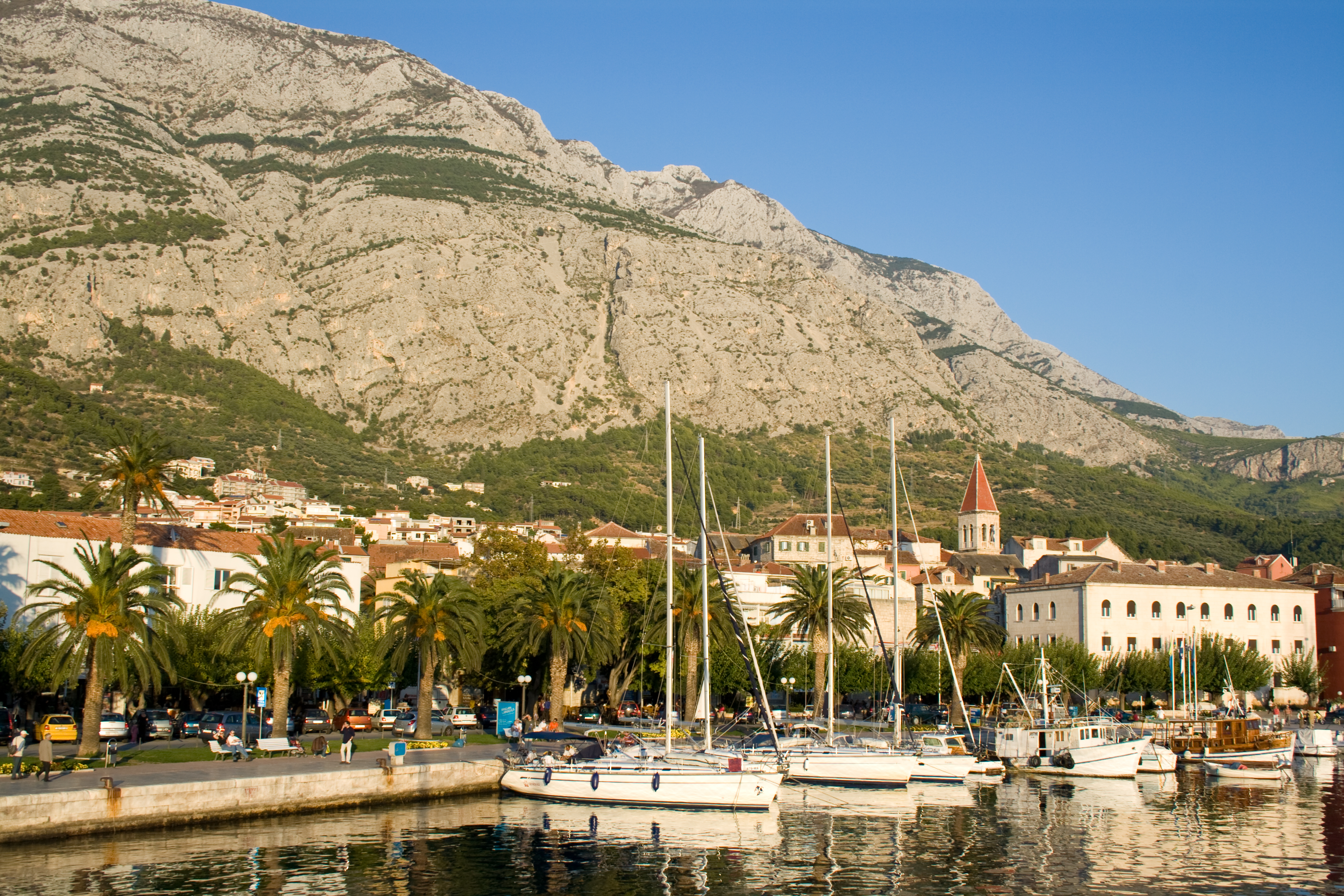
背後に急峻な山が迫るマカルスカの町
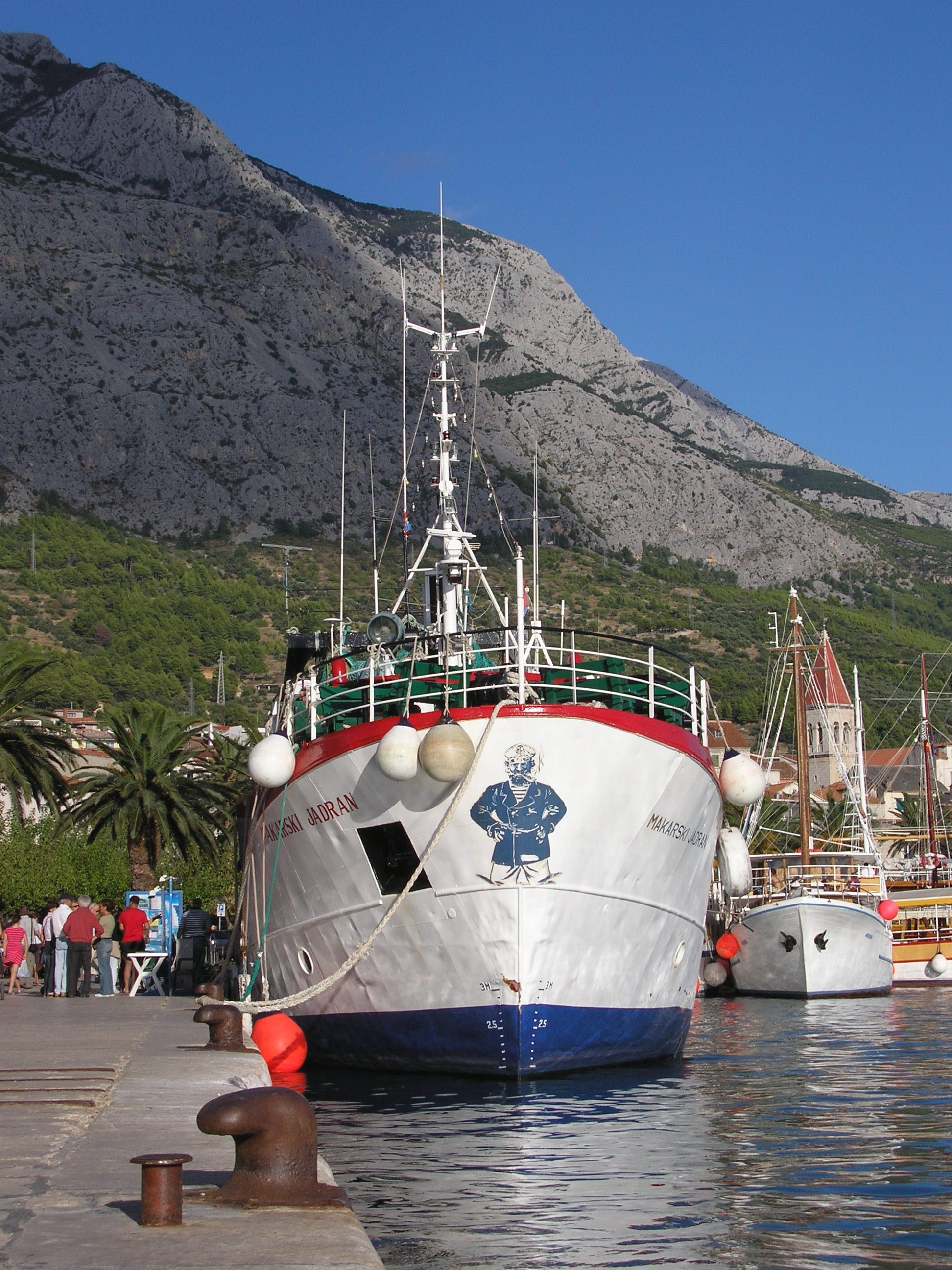
港に係留された船
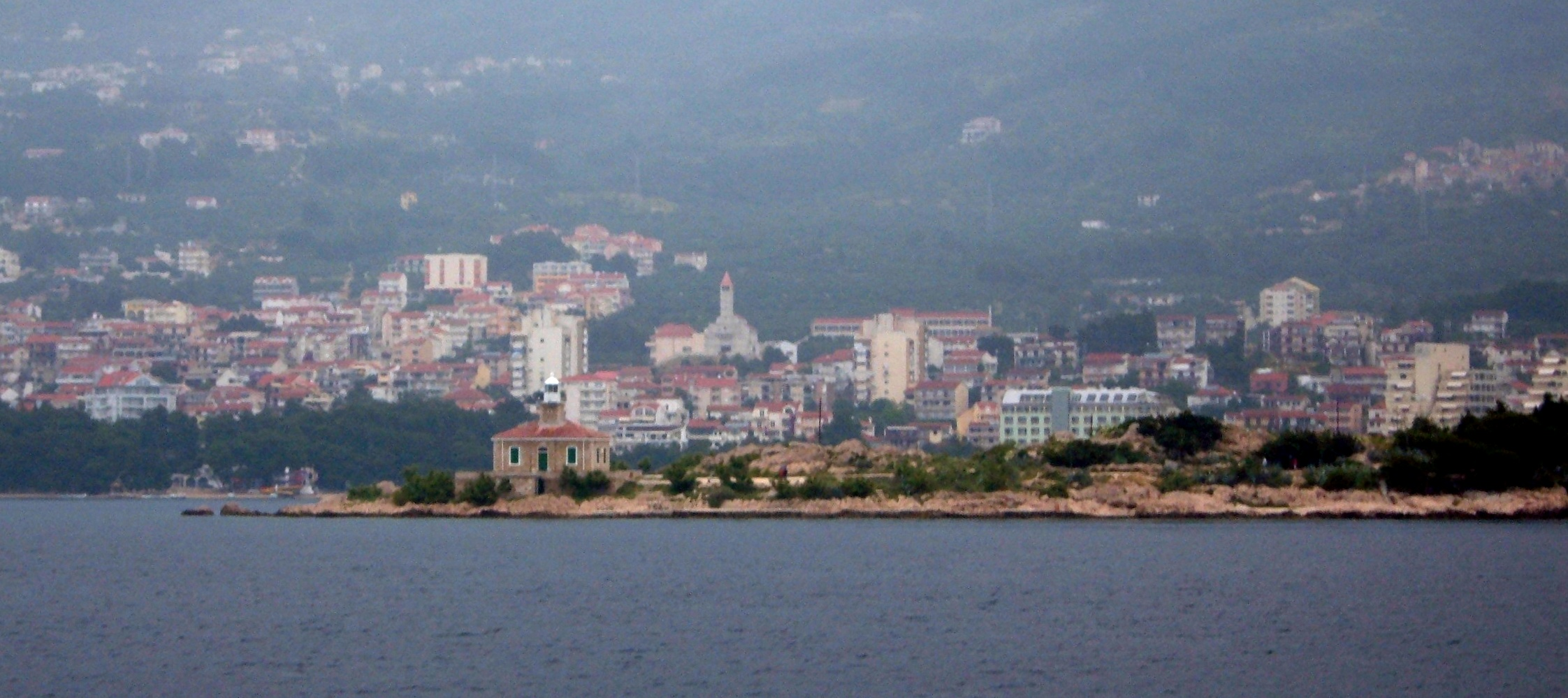
スヴェティ・ペタル岬（手前）とマカルスカ（奥）
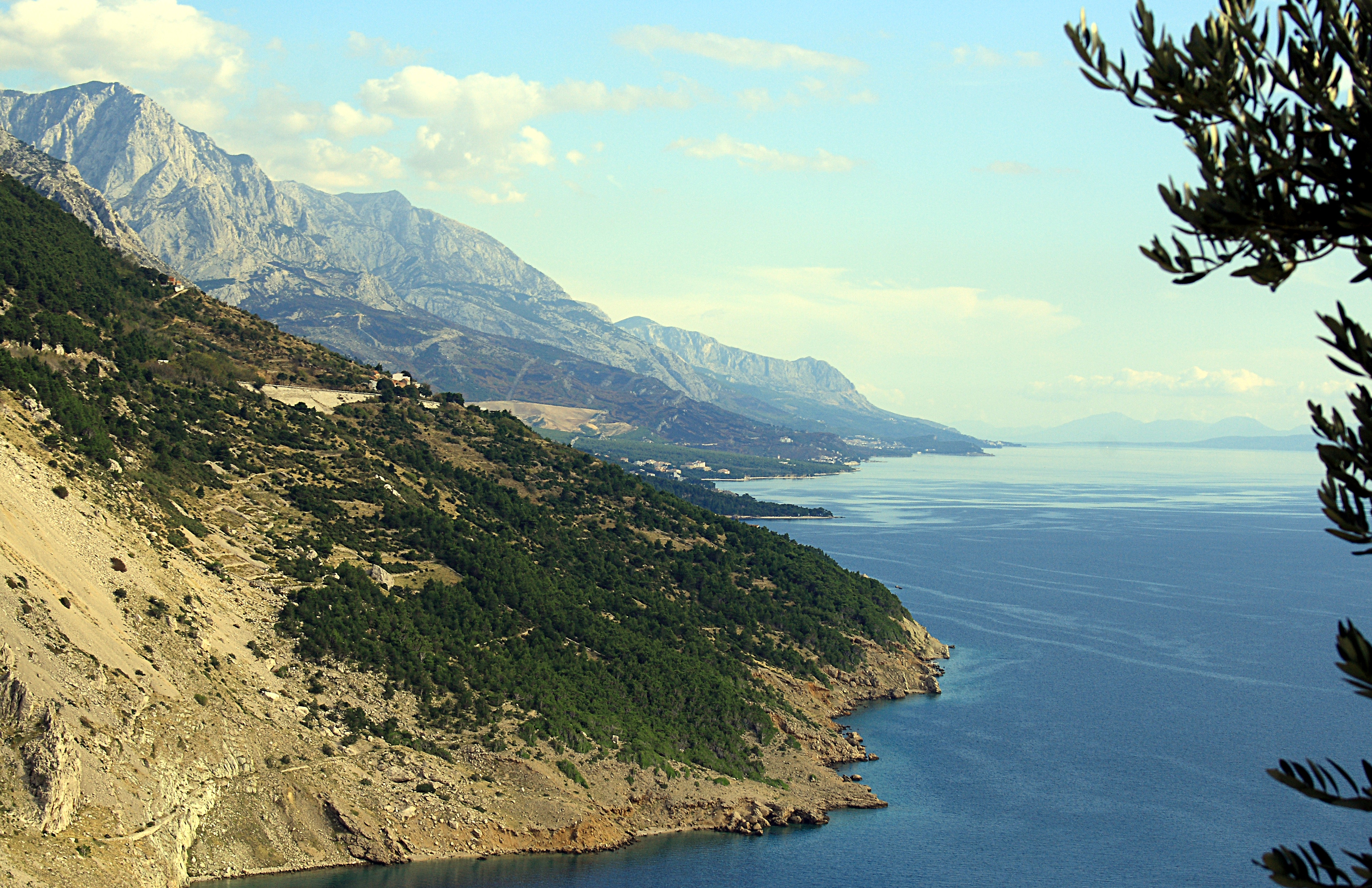
マカルスカ海岸
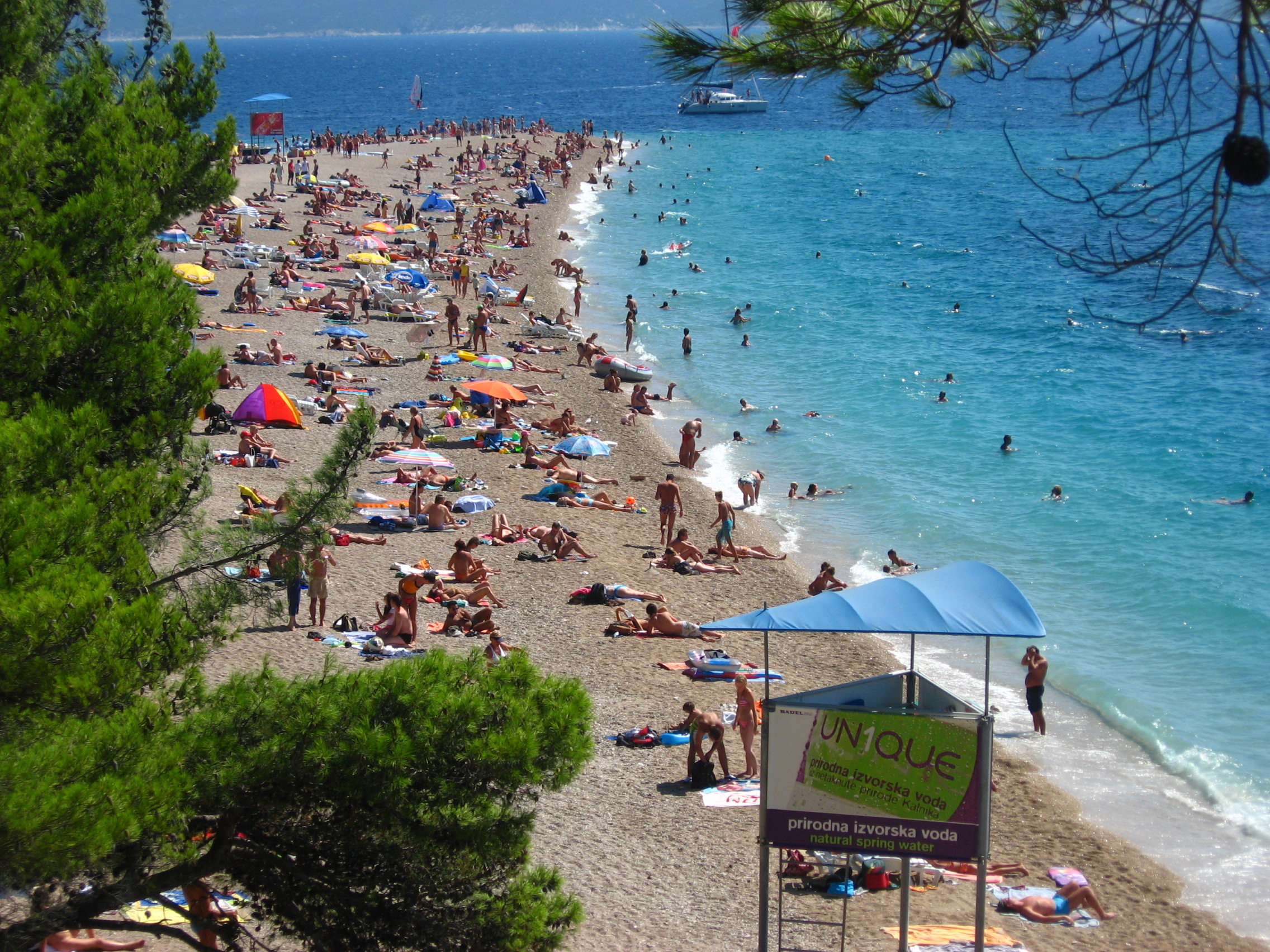
観光客でにぎわうビーチ
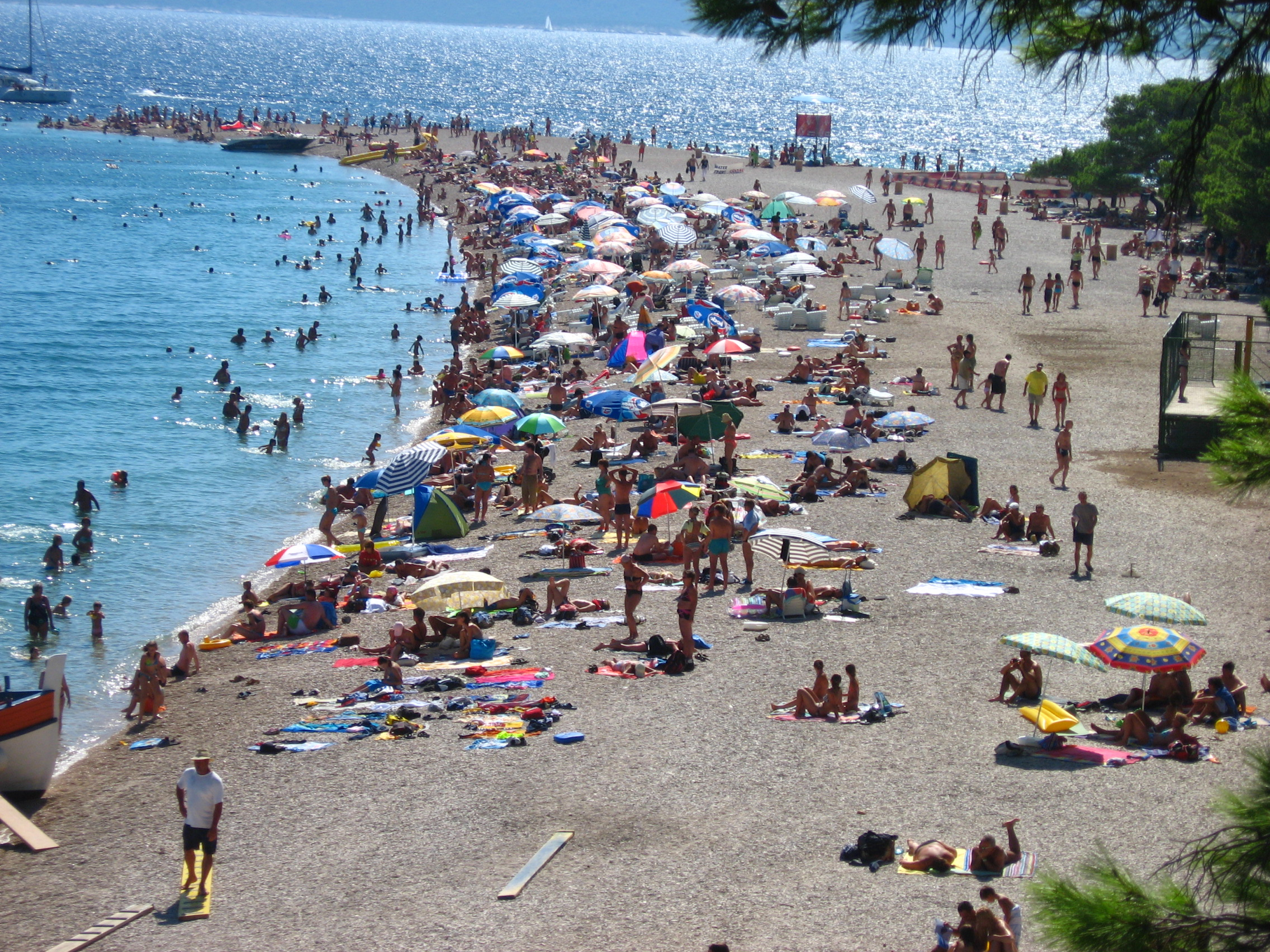
観光客でにぎわうビーチ
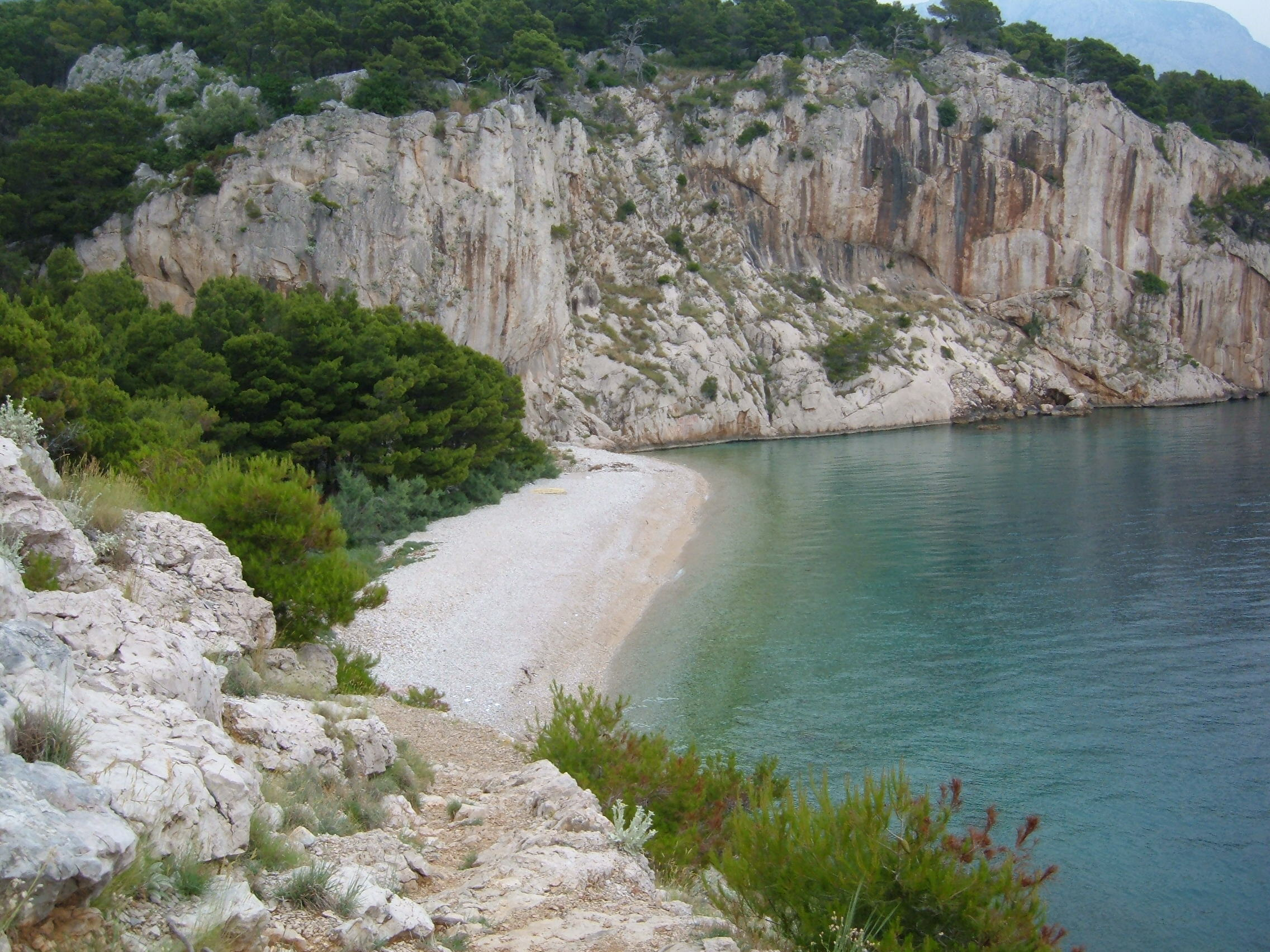
ヌーディスト・ビーチ

## マカルスカ出身の人物
- スティーピ・ダービシュ - ボクサー
- アレン・ボクシッチ - サッカー選手
- カルロ・ポズガイチッチ - フィギュアスケート選手